# 29 fructidor
29 thermidor 29 jour complémentaire
Le nonidi 29 fructidor, officiellement dénommé jour du marron, est le 359e jour de l'année du calendrier républicain.
C'était généralement le 15e jour du mois de septembre dans le calendrier grégorien.